# 디센트 (2005년 영화)
《디센트》(영어: The Descent)는 2005년 개봉한 영국의 공포 영화이다.
촬영은 영국에서 진행됐다. 외부 장면은 하트퍼드셔주의 애슈리지 파크와 스코틀랜드에서 촬영되었다. 제작자들은 실제 동굴에서 촬영하는 것이 너무 위험하고 시간이 많이 걸린다고 생각했기 때문에 사이먼 볼스가 고안한 세트를 런던 근처 파인우드 스튜디오에 지어 내부 장면을 촬영했다.
2009년 속편 《디센트: Part 2》가 공개되었다.

## 줄거리
스릴을 즐기는 친구 사이인 세라, 주노, 베스가 래프팅을 떠난 후 세라의 남편 폴이 운전을 하던 중에 다른 차량에 실려있던 금속 막대가 앞 유리를 뚫고 들어와 폴과 딸 제시카가 사망한다.
1년 후 세라는 주노, 베스, 그리고 새로운 친구 홀리, 샘, 리베카와 함께 애팔래치아산맥 동굴 탐험을 떠난다. 일행은 산속 동굴로 들어갔다가 좁은 통로가 무너져 갇히게 된다. 주노는 원래 계획했던 탐사 완료된 동굴계가 아닌 미지의 동굴계로 일행을 이끌었다는 사실을 밝히고, 구조 가능성은 희박해진다.
일행은 출구를 찾기 위해 나아가다 오래된 등반 장비와 출구를 암시하는 듯한 동굴 벽화를 발견한다. 홀리는 햇빛이라 생각되는 빛을 보고 달려가다 구멍에 빠져 다리가 부러진다. 일행이 홀리를 돕는 사이 세라는 창백한 인간형 생명체가 물을 마시는 것을 목격한다. 이후 일행은 짐승 뼈 무덤을 발견하고, '크롤러'라고 이름 붙인 괴생명체들에게 공격받는다. 홀리는 크롤러에게 목을 물려 죽고, 세라는 도망치다 구멍에 빠져 기절한다. 주노는 홀리의 시체를 끌고 가지 못하게 막으려다 크롤러를 곡괭이로 죽이지만, 충격에 휩싸여 실수로 베스의 목을 찔러 죽게 한다. 베스는 주노에게 떠나지 말라고 애원하지만 충격을 받은 주노는 도망친다.
인간과 동물의 시체 더미에서 깨어난 세라는 홀리의 시체가 크롤러들에게 뜯어먹히는 것을 목격한다. 주노는 동굴을 탐험한 자들의 표식을 발견하고, 그 표식이 특정 경로를 가리키고 있음을 깨닫는다. 주노는 샘과 리베카를 만나고, 샘은 크롤러들이 눈이 멀었고 소리에 의존해 사냥한다는 사실을 알아낸다. 주노는 표식에 대해 말하지만 세라를 찾기 전에는 떠나지 않겠다고 한다. 세라는 베스를 발견하고, 베스는 주노가 자신을 공격하고 버렸다고 말한다. 베스는 세라에게 주노의 팬던트를 주면서 그것이 주노가 폴에게서 받은 선물이었다고 말한다. 세라는 주노와 폴이 바람을 피웠다는 사실을 깨닫고, 베스의 부탁대로 돌로 머리를 내리쳐 안락사시킨다. 이후 세라는 여러 크롤러들과 싸워 죽이고, 피로 가득한 웅덩이를 빠져나온다.
한편 주노, 샘, 리베카는 크롤러 무리에게 쫓긴다. 낭떠러지에 도달했을 때 샘은 이를 건너려고 시도하지만 천장에서 내려온 크롤러에게 목을 물려 죽는다. 리베카는 끌려가 산 채로 잡아먹히고, 주노는 도망친다. 주노는 세라와 만나 베스가 죽는 걸 봤다는 거짓말을 한다. 출구 가까이에서 크롤러들을 물리친 후 세라는 주노에게 팬던트를 보여주며 베스의 죽음과 주노의 불륜을 폭로한다. 세라는 주노의 다리를 곡괭이로 찍고 크롤러 무리에게 버려두고 혼자 도망친다. 주노의 비명을 뒤로하고 세라는 구멍에 빠져 다시 기절한다.
깨어난 세라는 햇빛을 발견하고 동굴을 탈출하지만 피투성이가 된 주노의 환각을 보고 비명을 지른 뒤 자신이 실은 내내 동굴에 있었음을 깨닫는다. 죽은 딸 제시카의 환영을 보고 미소를 짓는 세라에게 크롤러들의 소리가 점점 가까워진다.

## 출연
- 쇼나 맥도널드 - 세라 역
- 내털리 멘도자 - 주노 역
- 앨릭스 리드 - 베스 역
- 뮈안나 부링 - 샘 역
- 사스키아 뮐더르 - 리베카 역
- 노라제인 눈 - 홀리 역
- 올리버 밀번 - 폴 역
- 몰리 카일 - 제시카 역

## 기타 제작진
- 공동 제작: 폴 리치
- 배역: 게일 스티븐스, 윌 데이비스
- 미술: 사이먼 볼스
- 의상: 낸시 톰프슨
- 분장: 타니아 로지
- 특수 분장: 폴 하이엇